# دیوید ونسبرو
دیوید ونسبرو (انگلیسی: David Wansbrough؛ زادهٔ ۲۹ آوریل ۱۹۶۵) بازیکن هاکی روی چمن اهل استرالیا است.
دیوید ونسبرو (انگلیسی: David Wansbrough؛ زادهٔ ۲۹ آوریل ۱۹۶۵) بازیکن سابق هاکی روی چمن اهل استرالیا است. او در پست مدافع بازی می‌کرد و عضو تیم ملی استرالیا بود که در بازی‌های المپیک تابستانی ۱۹۹۲ به میدان رفت.

## دوران حرفه‌ای
ونسبرو به عنوان یک مدافع قدرتمند شناخته می‌شد.[۱] او در طول دوران بازی خود برای تیم ملی هاکی روی چمن استرالیا، معروف به (The Kookaburras)، به میدان رفت.

### المپیک ۱۹۹۲
ونسبرو عضو تیم ملی استرالیا در بازی‌های المپیک تابستانی ۱۹۹۲ در بارسلون بود.[۲] تیم استرالیا در آن دوره با عملکردی قوی به مرحله نیمه‌نهایی راه یافت، اما در آن مرحله شکست خورد و در نهایت در مسابقه رده‌بندی موفق شد مدال برنز را به دست آورد. ونسبرو در این مسابقات برای تیم خود به میدان رفت.[۳]

## زندگی شخصی
اطلاعات چندانی از زندگی شخصی دیوید ونسبرو در دسترس نیست.